# Araguaia
Araguaia (portugalsky Rio Araguaia) je řeka v Brazílii. Na horním toku tvoří hranici mezi státy Mato Grosso a Goiás a na dolním toku zase mezi státy Pará a Tocantins. Je 2630 km dlouhá.

## Průběh toku
Pramení na svazích pohoří Serra dos Caiapós na jihozápadním okraji Brazilské vysočiny a tou také protéká z jihu na sever. Na dolním toku se rozlévá na dvě ramena. Levé je vlastní Araguaia a pravé se nazývá Javaés. Mezi nimi se nachází největší říční ostrov na světě Ilha do Bananal, který je 300 km dlouhý a 75 km široký. Na své cestě do nížin je často přerušována vodopády a slapy, nebo se nuceně točí kolem skalnatých útesů. Na dolním toku se také nacházejí významné peřeje a do svého ústí si prořezává cestu podél skalnaté hráze v burácejících vodopádech. Přibližná šířka řeky činí 1600 m. Ploché a široké údolí řeky složené z písku a jílu je obklopeno příkrými srázy. Ty jsou hranicí velké vápencové plošiny vysoké 1000 až 2000 m skrze niž si řeka vytvořila hluboké koryto. Je levým přítokem řeky Tocantins, jež se vlévá do jižního ramene (Pará) delty Amazonky. Při soutoku s Tocantinsem se mu téměř rovná v objemu vody.

### Přítoky
Vedle hlavního přítoku Rio das Mortes má dvacet menších větví.

## Vodní režim
Zdrojem vody jsou převážně dešťové srážky. Nejvodnější je od listopadu do března. Naopak nejméně vody má v zimě od června do září.

## Využití
Na středním toku je rozvinutá lodní doprava v délce 1300 km. Díky velkému množství přítoků a ramen poskytuje mnoho kilometrů pro plavbu kánoí.